# Prodinorfin
Prodinorfin je opioidni polipeptidni hormon koji učestvuje u prenosu hemijskih signala i ćelijskog komunikaciji. Gen prodinorfina je izražen u endometrijumu i strijatumu. Njegov lokus u genskoj mapi je 20pter-p12. Prodinorfin je osnovni gradivni blok endorfina, hemijskih glasnika u mozgu koji učestvuju u doživljavanju bola i formiranju dobokih emocionalnih veza, i koji su isto tako kritični za učenje i memoriju.

## Evolucione implikacije
Veći deo azijske Homo sapiens populacije ima dve kopije gena za prodinorfin, dok ljudi iz Istočne Afrike, Bliskog Istoka i Evrope uglavnom imaju tri ponavljanja. Većina ljudi ima višestruke kopije regulatorne genske sekvence za prodinorfin, koja je virtualno identična među primatima, dok drugi primati imaju samo jednu kopiju.

## Spoljašnje veze
- Dynorphins на 
- Link leka sa ljudskom evolucijom